# Рождественка (Оконешниковский район)
Рождественка — деревня в Оконешниковском районе Омской области России. Входит в состав Любимовского сельского поселения.

## История
Основана в 1910 году. В 1928 г. поселок Рождественский состоял из 151 хозяйства, основное население — украинцы. Центр Рождественского сельсовета Крестинского района Омского округа Сибирского края.

## Население
| 2002 | 2010 |
| ---- | ---- |
| 243  | ↘168 |